# NGC 7823
NGC 7823 este o galaxie situată în constelația Tucanul. A fost descoperită în 11 august 1836 de către John Herschel.